# Lotta libera ai Giochi della XVI Olimpiade - Pesi mosca
La competizione della categoria pesi mosca (fino a 52 kg) di lotta libera dei Giochi della XVI Olimpiade si è svolta dal 28 novembre al 1º dicembre 1956 al Royal Exhibition Building di Melbourne.

## Formato
Ad ogni incontro venivano assegnate le seguenti penalità:
- 0 = Al vincitore per schienata
- 1 = Al vincitore per decisione (verdetto di tre giudici)
- 2 = Allo sconfitto per decisione (1:2)
- 3 = Allo sconfitto per decisione (0:3) o schienata

Con cinque penalità o più il lottatore veniva eliminato.
I tre lottatori rimasti disputavano un torneo finale con i risultati acquisiti nel precedenti turni.

## Risultati
| Legenda                                  | Legenda |
| ---------------------------------------- | ------- |
| Lottatore con 5 penalità o più Eliminato |         |

### 1º Turno
Si è disputato il 28 novembre.
| Vincitore             | Pen. | Risultato | Sconfitto      | Pen. |
| --------------------- | ---- | --------- | -------------- | ---- |
| Hüseyin Akbaş         | 1    | 3:0       | Luigi Chinazzo | 3    |
| André Zoete           | 0    | Schienata | Fred Flannery  | 3    |
| Lee Jeong-Gyu         | 0    | Schienata | Abdul Aziz     | 3    |
| Tadashi Asai          | 0    | Schienata | Baban Daware   | 3    |
| Mirian Calkalamanidze | 1    | 3:0       | Dick Delgado   | 3    |
| Mohamed Khojastehpour | 0    | Esentato  |                |      |

### 2º Turno
Si è disputato il 29 novembre.
| Vincitore             | Pen. | Risultato | Sconfitto      | Pen. |
| --------------------- | ---- | --------- | -------------- | ---- |
| Mohamed Khojastehpour | 1    | 3:0       | Luigi Chinazzo | 6    |
| Hüseyin Akbaş         | 1    | Schienata | André Zoete    | 3    |
| Abdul Aziz            | 4    | 3:0       | Fred Flannery  | 6    |
| Baban Daware          | 4    | 3:0       | Lee Jeong-Gyu  | 3    |
| Mirian Calkalamanidze | 2    | 2:1       | Tadashi Asai   | 2    |
| Dick Delgado          | 3    | Esentato  |                |      |

### 3º Turno
Si è disputato il 30 novembre.
| Vincitore             | Pen. | Risultato | Sconfitto     | Pen. |
| --------------------- | ---- | --------- | ------------- | ---- |
| Mohamed Khojastehpour | 2    | 3:0       | Dick Delgado  | 6    |
| Hüseyin Akbaş         | 1    | Schienata | Abdul Aziz    | 7    |
| Tadashi Asai          | 3    | 3:0       | André Zoete   | 6    |
| Mirian Calkalamanidze | 2    | Schienata | Baban Daware  | 7    |
|                       |      | Ritirato  | Lee Jeong-Gyu | -    |

### 4º Turno
Si è disputato il 1º dicembre.
| Vincitore             | Pen. | Risultato | Sconfitto             | Pen. |
| --------------------- | ---- | --------- | --------------------- | ---- |
| Mohamed Khojastehpour | 3    | 3:0       | Tadashi Asai          | 6    |
| Hüseyin Akbaş         | 2    | 3:0       | Mirian Calkalamanidze | 5    |

### Turno finale
Si è disputato il 1º dicembre.
| Vincitore             | Pen. | Risultato | Sconfitto             | Pen. |
| --------------------- | ---- | --------- | --------------------- | ---- |
| Hüseyin Akbaş         |      | 3:0       | Mirian Calkalamanidze |      |
| Mohamed Khojastehpour |      | 3:0       | Hüseyin Akbaş         |      |
| Mirian Calkalamanidze |      | Schienata | Mohamed Khojastehpour |      |

1. ↑  Disputato nel 4º turno

## Classifica finale
| Pos.    | Atleta                | Nazione          | V.S. |
| ------- | --------------------- | ---------------- | ---- |
| Oro     | Mirian Calkalamanidze | Unione Sovietica | 1:1  |
| Argento | Mohamed Khojastehpour | Iran             | 1:1  |
| Bronzo  | Hüseyin Akbaş         | Turchia          | 1:1  |
| 4       | Tadashi Asai          | Giappone         |      |
| 5       | André Zoete           | Francia          |      |
| 6       | Dick Delgado          | Stati Uniti      |      |
| 7       | Baban Daware          | India            |      |
| 7       | Abdul Aziz            | Pakistan         |      |
| 9       | Lee Jeong-Gyu         | Corea del Sud    |      |
| 10      | Fred Flannery         | Australia        |      |
| 10      | Luigi Chinazzo        | Italia           |      |